# قناة عنق الرحم
قناة عنق الرحم (بالإنجليزية: Canal of the cervix)‏ في تشريح الجهاز التناسلي الأنثوي ويسمى أيضًا قناة باطن عنق الرحم أو عنق الرحم